# In utero Srebrenica
In utero Srebrenica è un film documentario del 2013 diretto da Giuseppe Carrieri.
La pellicola si focalizza sulle ferite ancora aperte nei cuori delle madri bosniache a quasi vent'anni di distanza dal genocidio di Srebrenica, che le ha strappate via ai loro figli.
Il film è stato presentato in anteprima mondiale il 3 marzo 2013 a Ginevra in concorso nella sezione "documentaire de création" della 11ª edizione del Festival dei Diritti Umani di Ginevra. Tra i membri della giuria vi erano l'artista cinese Ai Weiwei e l'attrice siriana Fadwa SuleIman. Il film ha ricevuto una candidatura alla 59ª edizione dei David di Donatello nella categoria per il miglior documentario di lungometraggio, premio poi vinto da Stop the Pounding Heart di Roberto Minervini.

## Trama
Nel 1995 in una Bosnia-Erzegovina profondamente segnata dalla guerra si consumavano stupri etnici di massa e brutali mattanze per mano delle milizie serbe ai danni della popolazione musulmana. In Utero Srebrenica costruisce un tessuto, orale e mnemonico, di interviste che rinviano alla memoria degli eventi passati attraverso le ferite mai cicatrizzate delle madri bosniache che hanno perso i loro figli e mariti durante il massacro di Srebrenica nell’estate del 1995. Il film inizia e si chiude sulla storia di Munira. Nel silenzio della notte, la donna ancora scava la terra alla ricerca delle ossa del figlio, morto quasi vent’anni prima. Un’altra donna Hajra, sfidando le mine, ha ritrovato un teschio sepolto e da allora si è convinta che appartenga al figlio scomparso. Come loro molte madri bosniache sperano ancora di poter trovare i resti dei figli morti per poter avere, infine, una tomba su cui elaborare il loro lutto. Tutte loro si radunano ogni anno a Srebrenica per ricordare i tragici eventi passati. Con un bianco e nero che mette in risalto i segni del tempo dei volti, ripresi con piani stretti, il film racconta anche la storia di donne come Aida che è stata stuprata e da allora non può più diventare madre. Le testimonianze si intrecciano in un film corale, in cui viene data voce anche a medici legali e psicologi per fornire un affresco articolato sulla maternità negata e l’elaborazione del dolore.

## Riconoscimenti
- 2013: Festival du Film et Forum International sur le Droits Humains (Ginevra) - sezione "Documentaire de Création"
  - Premio Speciale della Giuria dei Giovani
- 2013: Bellaria Film Festival
  - Premio per il Miglior Documentario italiano[4]
- 2013: Premio Internazionale del Documentario e del Reportage Mediterraneo - sezione "Memoire de la Méditerranée"
  - premio per il Miglior Film
- 2013: Al Jazeera Film Festival (Doha, Qatar)
  - Premio "Human Rights & Public Liberties"
- 2014: David di Donatello
  - Candidato - Miglior Documentario di lungometraggio